# Helen Elliot
Helen Elliot (som gift Helen Hamilton), född 20 januari 1927 i Edinburgh, död 12 januari 2013, var en skotsk bordtennisspelare och världsmästare i dubbel.
Hon spelade sitt första VM 1947 och 1957, 10 år senare, sitt 9:e och sista. Under sin karriär tog hon 7 medaljer i bordtennis-VM, 2 guld, 2 silver och 3 brons. Hon vann även skotska mästerskapen i singel tretton gånger i rad och en mängd internationella tävlingar. 2003 valdes hon in i Scottish Sports Hall of Fame.

## Meriter
- Bordtennis VM
  - 1948 i Wembley Arena, London
    - 2:a plats dubbel (med Dóra Beregi)

  - 1949 i Stockholm
    - 1:a plats dubbel med (med Gizella Farkas)

  - 1950 i Budapest
    - 1:a plats dubbel med (med Dóra Beregi)

  - 1952 i Bombay
    - 3:e plats dubbel (med Ermelinde Rumpler-Wertl)

  - 1955 i Utrecht
    - 2:a plats mixed dubbel (med Aubrey Simons)

  - 1957 i Stockholm
    - 3:e plats dubbel med Angelica Rozeanu
    - 3:a plats mixed dubbel (med Ludvik Vyhnanovsky)

- Bordtennis EM
  - 1958 i Budapest
    - Kvartsfinal i dubbel
    - Kvartsfinal i mixed dubbel